# منصف شريف
منصف شريف (8 نوفمبر 1940 بقابس في تونس - ) هو لاعب كرة قدم تونسي في مركز الهجوم، شارك في كأس الأمم الأفريقية 1962 والألعاب الأولمبية الصيفية 1960. وشارك مع منتخب تونس لكرة القدم. أما مع النوادي، فقد لعب مع نادي الملعب التونسي.

## وصلات خارجية
- منصف شريف على موقع عالم كرة القدم.نت (الإنجليزية)
- منصف شريف على موقع أوليمبيديا (الإنجليزية)